# Matthew Perry (ufficiale di marina)
Matthew Calbraith Perry (Newport, 10 aprile 1794 – New York, 4 marzo 1858) è stato un ammiraglio statunitense.
Con il grado di Commodoro della Marina degli Stati Uniti fece pressioni per l'apertura del Giappone all'Occidente con la convenzione di Kanagawa nel 1854. Nell'estate del 1853 il commodoro Perry, seguendo gli ordini impartitigli dalla presidenza di Millard Fillmore, guidò una spedizione di quattro navi da guerra nella baia di Edo (l'antica Tokyo), per stabilire con il Giappone un rapporto commerciale ed ottenere l'apertura del paese.

## Biografia

### Primi anni e carriera nella marina
Perry era figlio di Sarah Alexander e del capitano della Marina Christopher R. Perry e fratello minore di Oliver Hazard Perry. Matthew Perry venne arruolato nella Marina come aspirante di marina nel 1809, e fu inizialmente assegnato alla Revenge, sotto il comando del suo fratello maggiore.
Gli inizi della carriera del Commodoro Perry lo videro assegnato a numerose navi, inclusa la President, che fu coinvolta in uno scontro vittorioso con una nave inglese, HMS Little Belt, poco prima che la guerra del 1812 fosse dichiarata ufficialmente. A bordo della USS President prestò servizio come aiutante al Commodoro John Rodgers. Durante quella guerra Perry fu trasferito alla USS United States, e come risultato di ciò egli vide in seguito assai poche azioni di combattimento in quella guerra, perché la nave rimase intrappolata a New London (Connecticut).
Dopo quella guerra Perry prestò servizio su varie navi nel Mediterraneo e in Africa (in particolare a bordo della USS Cyane durante la sua perlustrazione fuori dalla Liberia negli anni 1819 e 1820), e fu inviato a reprimere la pirateria e il commercio degli schiavi nelle Indie Occidentali. Più tardi, mentre si trovava in un porto russo, a Perry fu offerto un ingaggio nella marina russa, che egli rifiutò.

### Assegnazioni di comando dagli anni venti agli anni quaranta dell'Ottocento

#### Apertura di Key West

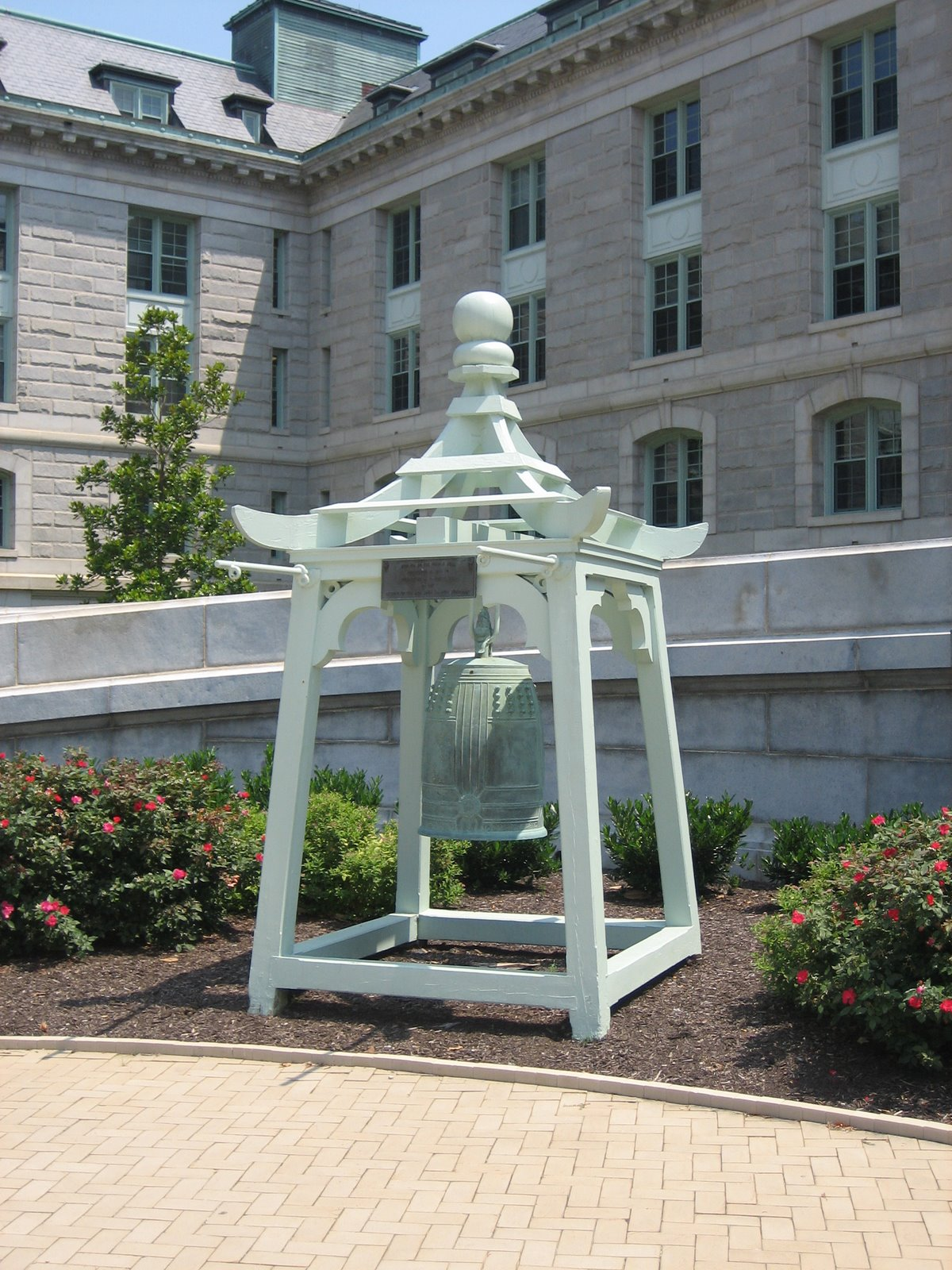
Una replica esatta della Campana Gokoku-ji che il Commodoro Perry riportò dal Giappone come dono del Governo ryukyuano. Al momento si trova all'entrata della Bancroft Hall all'Accademia Navale degli Stati Uniti ad Annapolis

Perry comandò la  USS Shark dal 1821 al 1825. Nel 1763, quando la Florida divenne un possedimento britannico, gli spagnoli asserirono che le Florida Keys erano parte di Cuba. Alcuni elementi negli Stati Uniti pensarono che Key West (che allora si chiamava Cayo Hueso, che significa "Isola Osso") poteva potenzialmente essere la "Gibilterra dell'Ovest" perché controllava l'angolo settentrionale degli Stretti della Florida (145 km), la rotta d'alto mare fra l'Oceano Atlantico e il Golfo del Messico.
Nel 1815 il governatore spagnolo a L'Avana dette l'isola di Key West a Juan Pablo Salas di St. Augustine. Dopo che la Florida passò agli Stati Uniti, Salas vendette Key West all'uomo d'affari americano John W. Simonton nel 1821, per 2000 dollari. Simonton fece pressioni sul governo degli Stati Uniti perché stabilissero una base navale a Key West, perché traessero vantaggio dalla sua posizione strategica e per portare legge ed ordine alla città di Key West.
Il 25 marzo 1822 Perry portò lo schooner USS Shark a Key West e vi piantò la bandiera degli Stati Uniti, rivendicando fisicamente le Florida Keys come proprietà degli Stati Uniti.
Perry rinominò Cayo Hueso "Thompson's Island" dal nome del Segretario della Marina Smith Thompson e il porto "Port Rodgers" dal nome del presidente della Commissione dei Commissari della Marina. Nessuno dei due nomi rimase.
Dal 1826 al 1827 Perry agì come capitano della flotta per il Commodoro Rodgers. Perry tornò a Charleston in Sud Carolina per compiti costieri nel 1828, e nel 1830 prese il comando della USS Concord. Passò gli anni dal 1833 al 1837 come secondo ufficiale del New York Navy Yard (che poi diventò il Brooklyn Navy Yard), venendo promosso a capitano alla fine di questo incarico.

#### Padre della marina a vapore
Perry era molto interessato dall'istruzione navale, supportando un sistema di apprendistato per l'addestramento dei nuovi marinai, ed aiutò a stabilire il programma d'istruzione per l'Accademia Navale degli Stati Uniti. Era anche un promotore della modernizzazione della marina. Una volta promosso a capitano, supervisionò la costruzione della seconda fregata a vapore della marina statunitense, la USS Fulton, che egli comandò dopo che fu terminata. Fu chiamato "il padre della Marina a vapore", organizzò i primi corpi di ingegneri navali americani, e diresse la prima scuola di artiglieria navale mentre era al comando della Fulton dal 1839-1840 presso Sandy Hook sulle coste del New Jersey.

#### Promozione a Commodoro
Perry ricevette il titolo di Commodoro nel giugno 1840, quando il Segretario della Marina lo nominò comandante del New York Navy Yard a Brooklyn. Durante il suo incarico a Brooklyn, egli visse nei Quartieri B a Admiral's Row.
Nonostante le maggiori responsabilità della sua nuova assegnazione, il rango di Perry come ufficiale di marina rimase lo stesso. Il titolo di Commodoro non aggiunse nulla alla sua paga o al suo rango di capitano. Fino al 1862, quattro anni dopo la morte di Perry nel 1858, il titolo di Commodoro non avrebbe significato un grado più alto o un salario maggiore; ma al giorno d'oggi esso resta inestricabilmente legato al nome di questo famoso ed importante personaggio.
Nel 1843 il Commodoro Perry prese il comando dello Squadrone Africano, il cui compito era di impedire la tratta degli schiavi secondo il Trattato Webster-Ashburton, e continuò in questa attività anche durante il 1844.

#### La guerra fra Stati Uniti e Messico
Nel 1845, la durata in servizio del Commodoro David Connor al comando dello Home Squadron era terminata. Tuttavia, lo scoppio della guerra fra Stati Uniti e Messico persuase le autorità a non cambiare i comandanti in tempo di guerra. Perry, che avrebbe più tardi sostituito Connor, fu nominato secondo in comando e divenne capitano della USS Mississippi. Egli conquistò la città messicana di Frontera, compì azioni dimostrative contro Tabasco e prese parte alla spedizione a Tampico. Dovette tornare a Norfolk, in Virginia, per riparare la nave, ed era ancora lì quando le truppe anfibie sbarcarono a Veracruz.
Il suo ritorno negli Stati Uniti dette ai suoi superiori l'occasione per dagli finalmente l'ordine di sostituire il Commodoro Connor al comando dello Home Squadron. Perry tornò alla flotta durante l'assedio di Veracruz e la sua nave aiutò gli assedianti dal mare. Dopo la caduta di Veracruz Winfield Scott si mosse verso l'interno e Perry si mosse contro le altre città portuali messicane. Mise insieme la Mosquito Fleet e conquistò Tuxpan nell'aprile del 1847. Nel luglio del 1847 egli attaccò Tabasco personalmente, guidando un contingente di sbarco di 1173 uomini e attaccando la città da terra.

### L'apertura del Giappone all'Occidente (1852-1854)

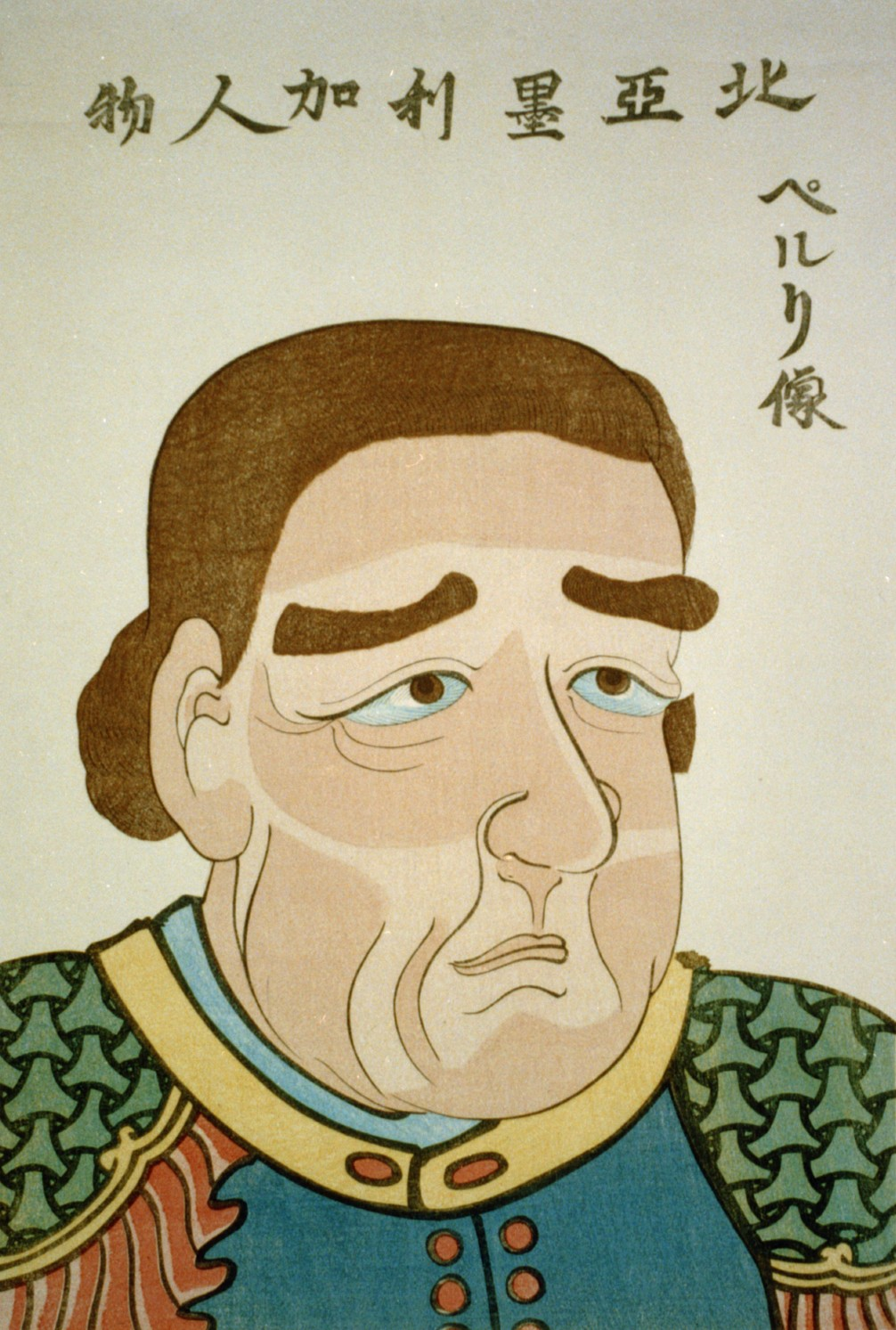
Stampa giapponese rappresentante il Commodoro Perry, 1854 circa.

Prima del suo viaggio in Estremo Oriente, Perry fece ampie letture sui libri disponibili a proposito del Giappone dei Tokugawa. La sua ricerca incluse anche una consultazione con il famoso esperto sul Giappone Philipp Franz von Siebold, che era vissuto sull'isola olandese di Dejima per otto anni prima di ritirarsi a Leida, nei Paesi Bassi.

#### Precedenti
La spedizione di Perry in Giappone fu preceduta da numerose spedizioni da parte di navi americane:
- Dal 1797 al 1809 numerose navi americane commerciarono a Nagasaki sotto bandiera olandese, su richiesta degli olandesi stessi, che non erano in grado di inviare proprie navi a causa del loro conflitto con la Gran Bretagna durante le Guerre Napoleoniche. All'epoca il Giappone limitava il commercio con stranieri agli olandesi ed ai cinesi, secondo la politica del sakoku.
- Nel 1837 un uomo d'affari americano a Canton, Charles W. King vide un'opportunità per aprire un commercio, cercando di riportare in Giappone tre marinai giapponesi (fra loro Otokichi), che erano naufragati pochi anni prima sulle coste dello Stato di Washington. Andò nel Canale di Uraga con la Morrison, un mercantile americano privo di armamenti, ma la nave fu attaccata numerose volte, e tornò indietro senza completare la sua missione.
- Nel 1846 il Comandante James Biddle, inviato dal governo degli Stati Uniti per aprire il commercio, gettò l'ancora nella Baia di Tokyo con due navi, inclusa una nave da guerra armata con 72 cannoni, ma le sue richieste per un accordo commerciale rimasero senza successo.[5]
- Nel 1848 il Capitano James Glynn fece vela per Nagasaki, portando alla prima negoziazione tenuta con successo da parte di un americano con il Giappone, "Paese Chiuso". James Glynn raccomandò al Congresso degli Stati Uniti che le negoziazioni per aprire il Giappone avrebbero dovuto essere seguite da una dimostrazione di forza, aprendo la strada alla spedizione di Perry.[6]

#### Prima visita (1852-1853)
Nel 1852 Perry salpò da Norfolk, in Virginia, per il Giappone al comando di uno squadrone e con lo scopo di ottenere un trattato commerciale con i giapponesi. A bordo di una fregata a vapore con lo scafo nero (black-hulled), l'8 luglio 1853 fece approdare le navi Mississippi, Plymouth, Saratoga e Susquehanna al porto di Uraga, presso Edo (moderna Baia di Tokyo). 
Le sue azioni in questa cruciale situazione erano mosse da un attento studio dei precedenti contatti del Giappone con navi occidentali e su cosa si poteva conoscere all'epoca a proposito della cultura gerarchica giapponese. Si incontrò con rappresentanti dello shōgunato Tokugawa, che gli dissero di spostarsi a Nagasaki, dove c'era un commercio limitato con i Paesi Bassi e che all'epoca era l'unico porto giapponese aperto agli stranieri (vedi Sakoku).
Perry si rifiutò di andarsene e domandò il permesso di presentare una lettera da parte del Presidente degli Stati Uniti Millard Fillmore, minacciando una prova di forza se ciò gli fosse stato negato.
Le forze militari giapponesi non potevano resistere ai moderni armamenti di Perry; le "Navi nere" sarebbero divenute, in Giappone, un minaccioso simbolo della tecnologia occidentale. Il governo giapponese fu forzato a lasciare approdare Perry per evitare un bombardamento navale che avrebbe causato molte vittime. Perry approdò a Kurihama (nei pressi di Yokosuka) il 14 luglio 1853, presentò la lettera ai delegati là presenti e salpò poi per la costa cinese, promettendo di tornare per avere una risposta.

#### Seconda visita (1854)

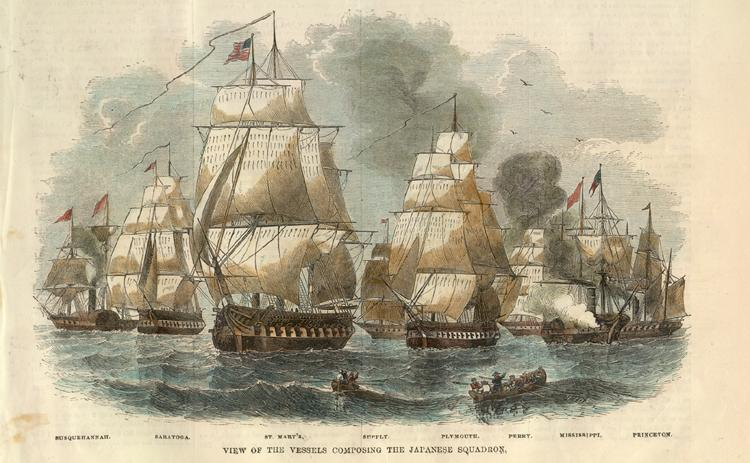
Flotta del Commodoro Perry per la sua seconda visita in Giappone nel 1854.

Perry tornò nel febbraio 1854 con il doppio delle navi, scoprendo che i delegati avevano preparato un trattato in cui erano accettate praticamente tutte le richieste presenti nella lettera di Fillmore. Perry firmò la Convenzione di Kanagawa il 31 marzo 1854 e ripartì, erroneamente credendo che l'accordo fosse stato stipulato con rappresentanti dell'imperatore del Giappone.
Sulla rotta per il Giappone, Perry gettò l'ancora fuori da Keelung a Formosa (odierna Taiwan) per dieci giorni. Perry e il suo equipaggio sbarcarono a Formosa e s'informarono sulla possibilità di sfruttare i depositi di carbone in quell'area. Perry enfatizzò nel suo rapporto che Formosa poteva essere una collocazione conveniente per commerci a medio raggio, e che era una postazione ben difendibile: poteva servire da base per esplorazioni, come Cuba era servita per gli spagnoli nelle Americhe. Occupare Formosa poteva aiutare gli Stati Uniti a contrastare il monopolio europeo sulle maggiori vie commerciali. Tuttavia il governo statunitense non rispose alla proposta di Perry di reclamare la sovranità su Formosa.

#### Ritorno negli Stati Uniti (1855)

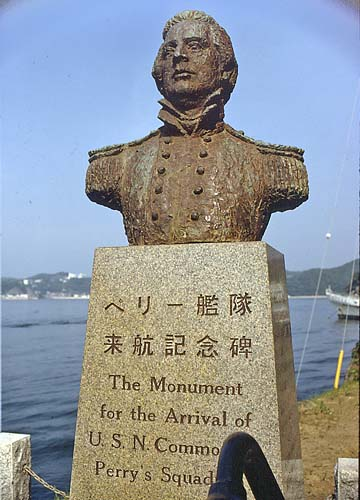
Busto di Matthew Perry a Shimoda, Shizuoka.

Quando Perry tornò nel 1855 negli Stati Uniti, il Congresso votò per assegnargli una ricompensa di 20.000 dollari per il suo lavoro in Giappone. Perry usò parte del denaro per preparare e pubblicare un rapporto sulla spedizione in tre volumi, intitolato Racconto della spedizione di uno squadrone americano in Cina e in Giappone. Egli inoltre, quando la sua salute iniziò a cedere, venne promosso al grado di contrammiraglio in pensione come ricompensa per i suoi servigi in Estremo Oriente.

#### Ultimi anni

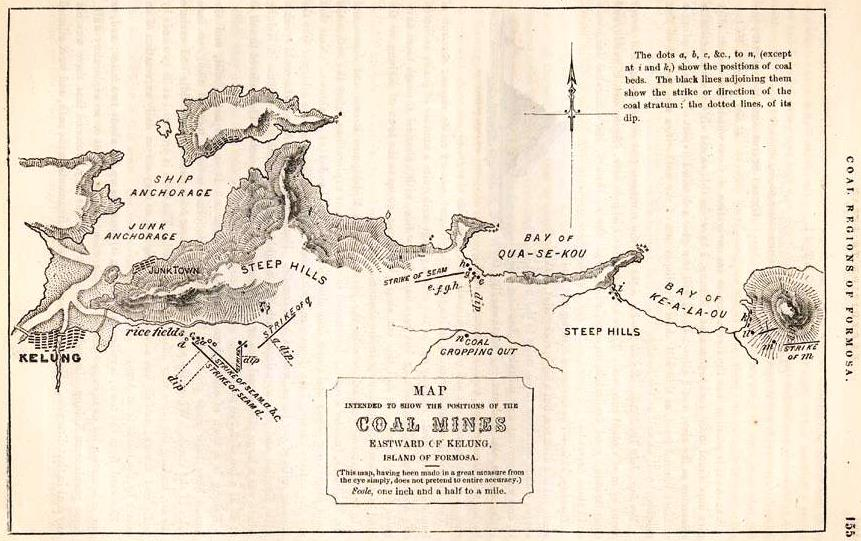
Mappa delle miniere di carbone sull'isola di Formosa Island nel Racconto della spedizione in Giappone del Commodore Matthew Calbraith Perry.

Perry morì il 4 marzo 1858 a New York, di cirrosi epatica. I suoi resti furono portati all'Island Cemetery a Newport, in Rhode Island il 21 marzo 1866, insieme con quelli della figlia Anna, morta nel 1839.

## Famiglia
- Sua madre era una discendente dell'eroe scozzese William Wallace.
- Suo fratello era il Commodoro Oliver Hazard Perry (1785-1819).
- Sua moglie Jane Slidell era sorella di John Slidell e zia di Alexander Slidell MacKenzie.
- Sua sorella Anna Maria sposò il Commodoro George Washington Rodgers. Il loro figlio Contrammiraglio Christopher Raymond Perry Rodgers sposò Julia Slidell. Raymond e Julia Slidell erano i genitori dei Contrammiragli Thomas Slidell Rodgers e Raymond Perry Rodgers. Raymond Perry Rodgers sposò Gertrude Stuyvesant, che discendeva dalla famiglia Livingston di New York. George Washington Rodgers era il fratello del Commodoro John Rodgers, un ufficiale nella Guerra del 1812 suocero del generale dell'Unione Montgomery C. Meigs e nonno del tenente John Rodgers Meigs. Il generale Meigs era il bisnipote del Colonnello Return J. Meigs, Sr., padre di Return J. Meigs, Governatore dell'Ohio.
- Una figlia, Caroline Slidell, sposò August Belmont, un banchiere.
- Una nipote sposò Joseph Grew, Ambasciatore in Giappone.
- Una discendente sposò Jay Pierrepont Moffat, Ambasciatore in Canada.
- Il pioniere dell'aviazione Cal Rodgers era suo discendente.
- Un altro discendente era John Rodgers (ufficiale navale nella prima guerra mondiale), che era discendente anche del Commodoro John Rodgers.
- Come parte di un programma televisivo giapponese in cui si cercavano discendenti di figure famose nella storia del Giappone, venne trovato un discendente di Perry, il dottor Frederic Hone Nichols. Egli svelò nel programma che una famosa fotografia del Commodoro Perry usata nei libri di testo giapponesi aveva un bottone dipinto.[13]

## Bandiera ed eredità di Perry

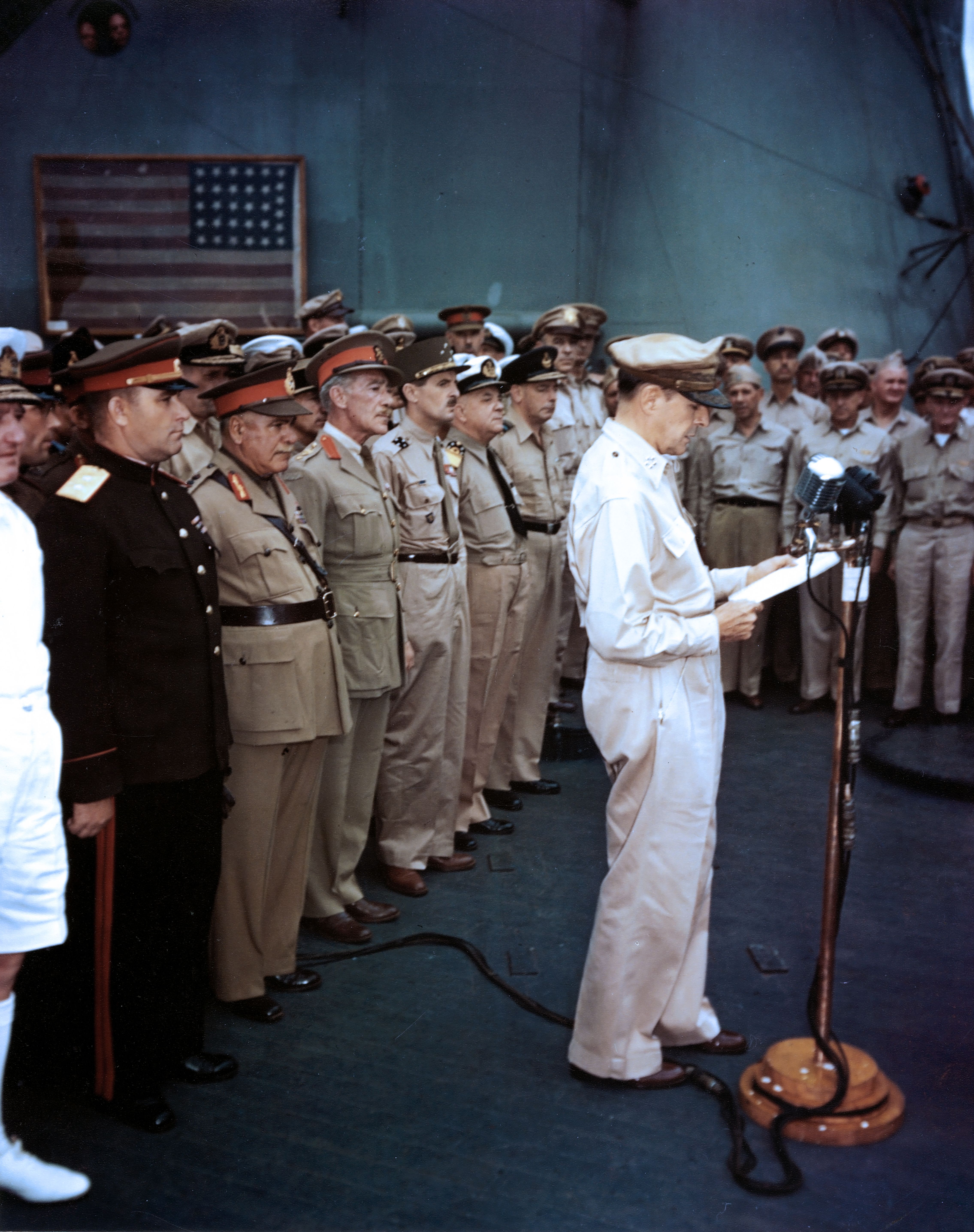
La bandiera del Commodoro Perry fu fatta arrivare in aereo da Annapolis a Tokyo per essere mostrata alla cerimonia di resa che segnò ufficialmente la fine della seconda guerra mondiale.

Una replica della bandiera di Perry è in mostra a bordo del memoriale della USS Missouri (BB-63) a Pearl Harbor, nelle Hawaii. È attaccata alla paratia appena a bordo del luogo di firma della resa giapponese dalla parte della nave rivolta verso il porto. La bandiera originale fu portata in Giappone per la cerimonia di resa e fu mostrata in quell'occasione su richiesta di Douglas MacArthur, che era lui stesso un parente di Perry. MacArthur si vedeva forse anche come un secondo benigno "apritore" del Giappone.
Alcune immagini della cerimonia mostrano che la bandiera era mostrata al rovescio. La stoffa era così fragile che il conservatore al Naval Academy Museum volle che vi fosse cucita una fodera protettiva, lasciando visibile la sua "parte sbagliata"; e così fu presentata la bandiera a 31 stelle di Perry in questa occasione così importante. Alcune fonti affermano che la bandiera fu sventolata dal masthead della Missouri, ma è un errore. Oggi, La bandiera è conservata nella United States Naval Academy a Annapolis, in Maryland.

## Memoriali
- C'è un Perry Park a Kurihama con un monumento monolitico (dedicatogli il 14 luglio 1901) a ricordare l'arrivo delle truppe di Perry.[15] Nel parco c'è un piccolo museo dedicato agli eventi del 1854. L'entrata è libera, e il museo è aperto dalle 10 alle 16, sette giorni alla settimana.
- La Scuola Elementare Matthew C. Perry si trova alla Marine Corps Air Station, a Iwakuni, in Giappone.
- Le fregate classe Perry della Marina americana (acquisite negli anni settanta e ottanta) sono così chiamate dal nome del fratello di Perry, il Commodoro Oliver Hazard Perry.

## Rappresentazioni in opere di fiction

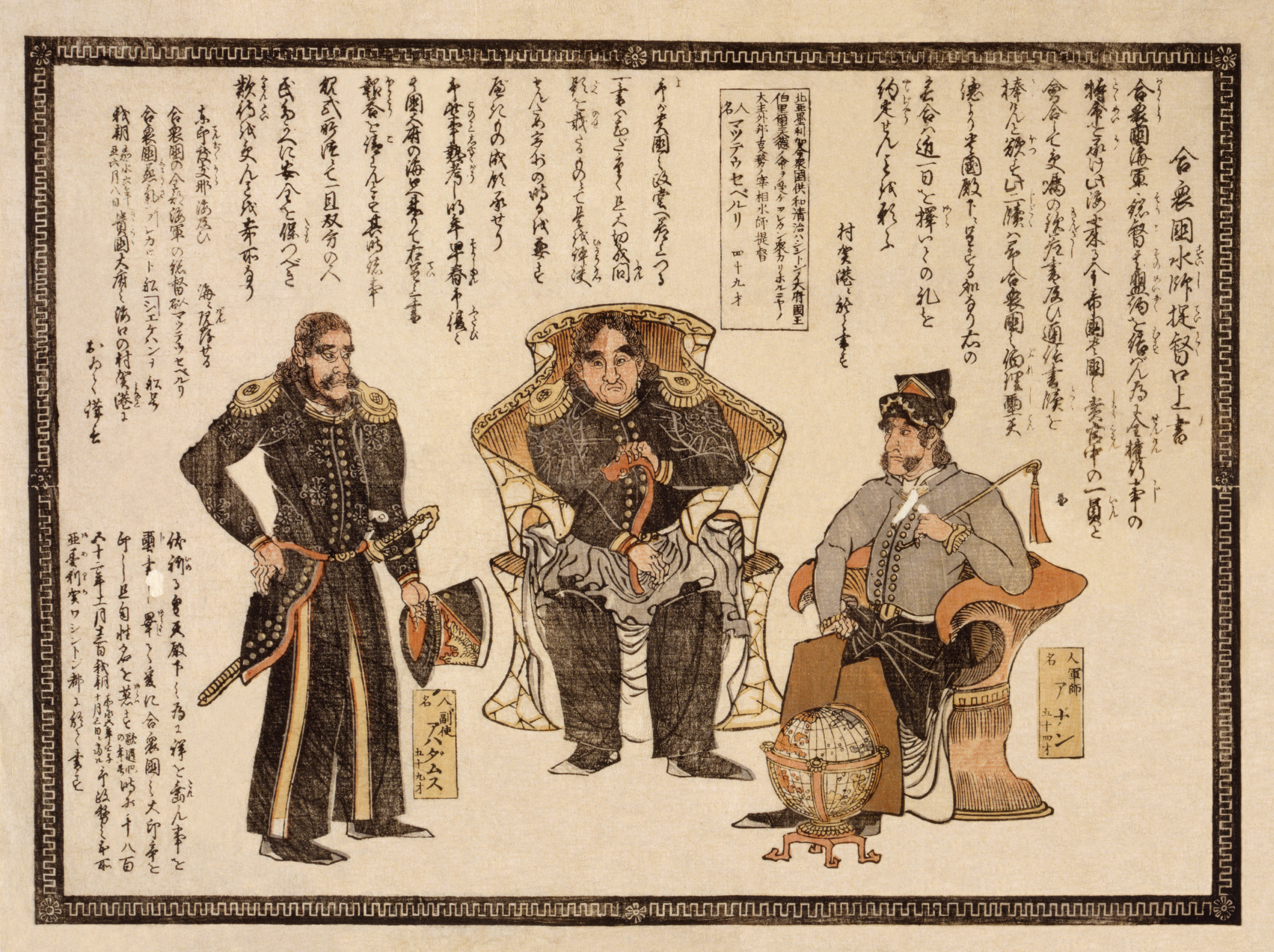
Stampa giapponese rappresentante Perry (al centro) ed altri ufficiali della marina americana.

- La storia dell'apertura del Giappone è stata la base delle Pacific Overtures di Stephen Sondheim e John Weidman.
- L'attore Richard Boone recitò la parte del Commodoro Perry nel film del 1981, molto romanzato, Bushido - La spada del sole.
- L'arrivo delle navi del Commodoro Perry fa indirettamente parte della trama in una delle serie dell'anime Rurouni Kenshin, ed è presente anche nel primo episodio di Hikaru no go. Un'altra serie di anime in cui Perry appare brevemente è Bokusatsu tenshi Dokuro-chan. Anche il manga Fruits Basket fa riferimento all'evento, mentre il personaggio principale sta studiando. L'anime Sayonara Zetsubō-sensei dipinge il Commodoro Perry come uno "straniero con problemi che non è soddisfatto di aprire i porti, ma ha bisogno di aprire ogni cosa".
- L'anime Samurai Champloo, in un episodio intitolato Baseball Blues, fa apparire un personaggio inventato di nome Ammiraglio Joy Cartwright, che sfida i locali giapponesi a una partita di baseball (Yakyū) per stabilire relazioni commerciali. Il personaggio prende il nome da Alexander Joy Cartwright ("il padre del baseball") e ha ovviamente preso a modello il Commodoro Perry.
- La visita di Perry è menzionata nel film di Hideo Gosha del 1965 Sword of the Beast.
- La nave spaziale più veloce della luce nel romanzo Colonizzazione fase 4 si chiama Commodoro Perry.
- La serie TV Ryōmaden è basata principalmente sul cambiamento dal periodo medioevale del Periodo Edo all'epoca moderna ed evidenzia principalmente i cambiamenti radicali durante il Bakumatsu.